# Plebiscito presidenziale di Corea del Sud del 1975
Il 12 febbraio 1975 ci fu un plebiscito presidenziale in Corea del Sud.
Il 22 gennaio 1975 il presidente Park Chung-hee ha dichiarato in un discorso la richiesta di un plebiscito sulla Costituzione del 1972, stesso assumendo come un voto di fiducia per il testo e il suo mandato e non come l'abrogazione della lettera magna e rassegnato.
Secondo i dati ufficiali, la costituzione e il presidente sono stati sostenuti da 74,4% degli elettori, con il 79,8% di partecipazione. Tuttavia, la possibilità che i risultati sono stati manipolati è plausibile a causa della forte opposizione al regime autoritario di Park e gli ostacoli posti alla supervisione del processo elettorale.

## Risultati
| Risultati   | Risultati  | Risultati   |
| Sì o no     | Voti       | Percentuale |
| ----------- | ---------- | ----------- |
| Sì          | 9.800.206  | 74,4%       |
| No          | 3.364.798  | 25,6%       |
| Voti totali | 13.404.245 | 100%        |